# Ferenc Németh (Volleyballspieler)
Ferenc Németh (* 16. Mai 1987 in Orosháza) ist ein ungarischer Volleyballspieler.

## Karriere
Németh begann an der Schule in Békéscsaba mit dem Volleyball. Dann spielte er beim ungarischen Zweitligisten Székkutas, bevor er 2005 zu Kaloméh Kecskemét wechselte. Von 2009 bis 2011 war der Diagonalangreifer bei Fino Kaposvár aktiv und gewann mit der Mannschaft zweimal das Double aus Meisterschaft und nationalem Pokal. Danach wechselte er zum serbischen Verein Radnički Kragujevac, mit dem er Vizemeister wurde. In der Saison 2012/13 spielte er in Belgien für Argex Duvel Puurs. Anschließend kehrte er nach Kaposvár zurück und wurde 2015 und 2016 erneut ungarischer Meister und Pokalsieger. 2016 wurde der ungarische Nationalspieler vom deutschen Bundesligisten TV Rottenburg verpflichtet. In der Saison 2016/17 schied er mit dem Verein im Achtelfinale des DVV-Pokals und in den Pre-Playoffs der Bundesliga aus.